# Rhedaer Bach

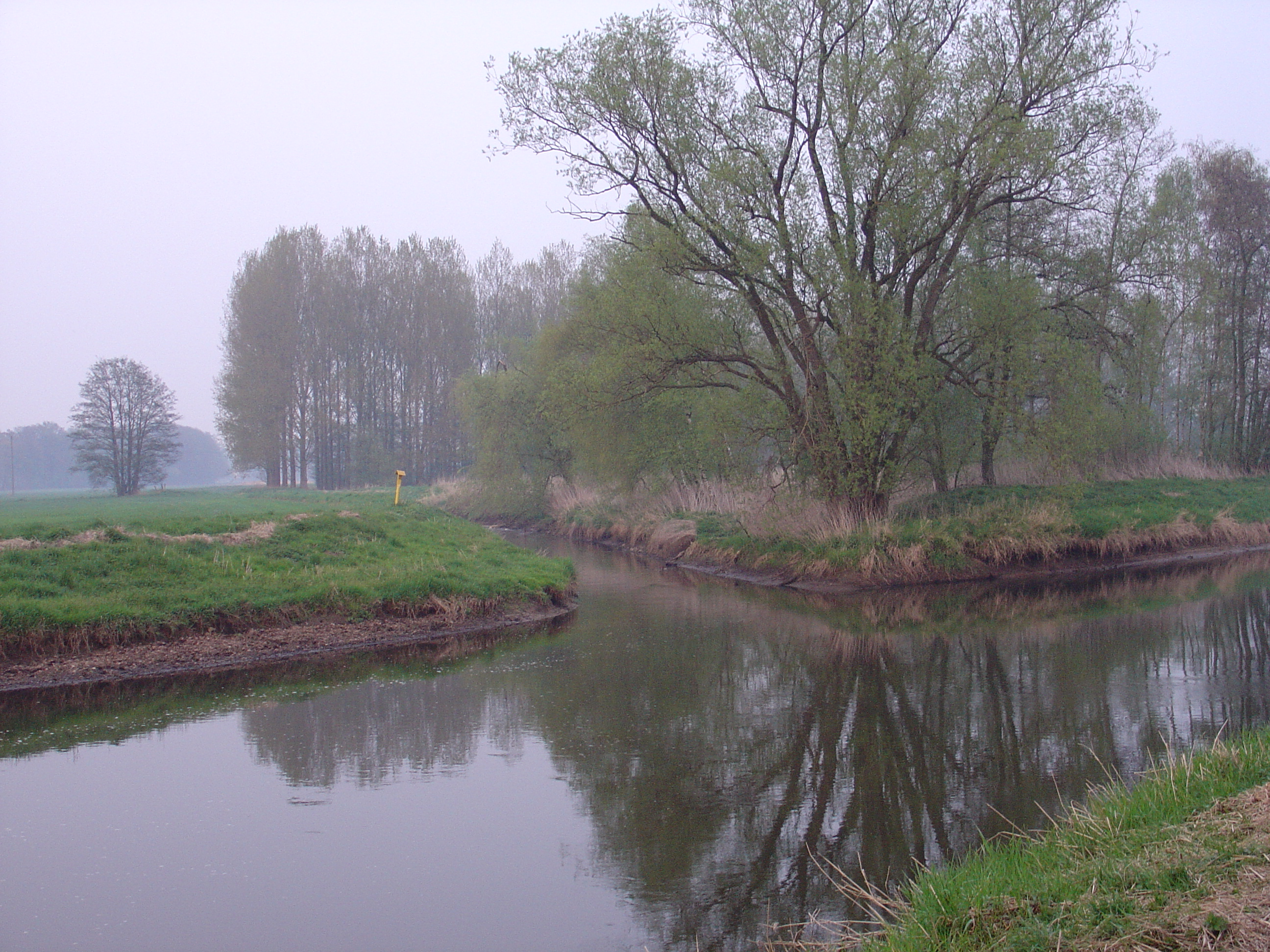
Mündung des Rhedaer Baches in die Ems

Der Rhedaer Bach ist ein 23,2 km langer, rechter Nebenfluss der Ems in Nordrhein-Westfalen, Deutschland. Der 12 km lange Oberlauf bis zur Mündung des Künsebecker Bachs trägt den Namen Laibach.

## Geographie

### Laibach

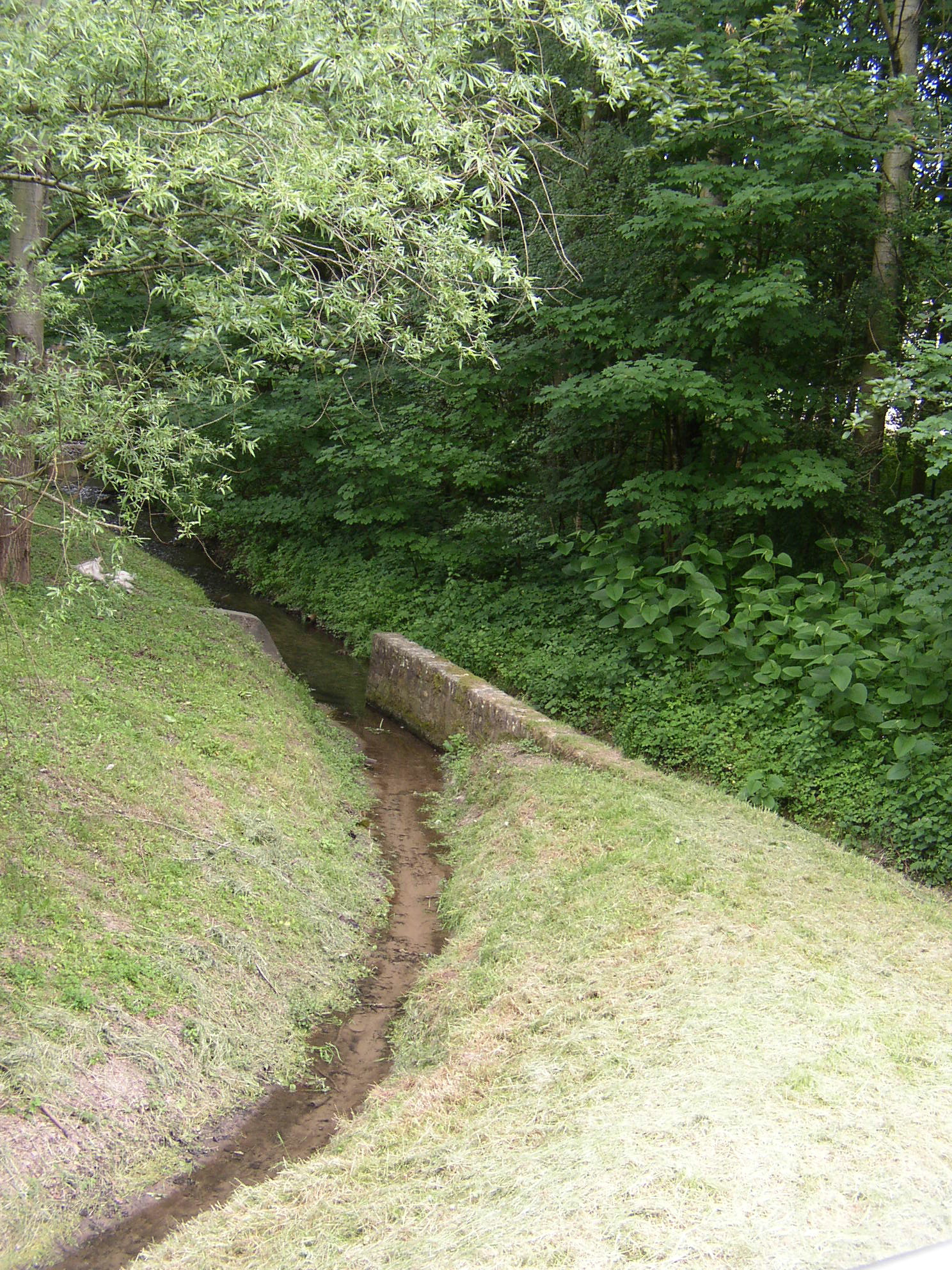
Ruthebach am Entstehungspunkt, künstlicher Abzweig vom Rhedaer Bach

Der Laibach entspringt mehreren Quellen etwa 1,8 km nordöstlich von Halle (Westf.) entfernt an der Südwestflanke des Teutoburger Waldes auf einer Höhe von 173,5 m ü. NHN. In südwestliche Richtungen abfließend, erreicht der Bach nach etwa 1,8 km Fließstrecke den nördlichen Ortsrand von Halle. Er durchfließt die Ortslage im Nordwesten und verlässt sie beim Gerry-Weber-Stadion wieder. Nach der Unterquerung der Landesstraße 782 wird bei Flusskilometer 19,9 in einer künstlichen Bifurkation Wasser zum Ruthebach abgeschlagen. Nach dem Durchfließen zweier Teiche wendet sich der Lauf für eine etwa 2 km lange Strecke südlichen Richtungen zu. Bei Kilometer 17,8 teilt sich der Bach im mehrere Wasserläufe auf. Der nördliche Wasserlauf fließt in südwestliche Richtungen in den Schlossteich von Schloss Tatenhausen und passiert dabei das Naturdenkmal Torfkuhle. Der südliche Wasserlauf fließt zunächst weiter nach Süden, knickt dann nach Westen ab. Dabei umfließt der Bach einen größeren Teich. Wenig später mündet der Bach ebenfalls in den Schlossteich.
Nach Abfluss aus dem Schlossteich läuft der Laibach am westlichen Ortsrand von Bokel vorbei und wendet sich dann wieder südwestlichen Richtungen zu. Bei Kilometer 12,2 mündet linksseitig der Kleine Bach. Ab der Mündung des Künsebecker Bachs wird der Bach Rhedaer Bach genannt.

### Rhedaer Bach
Etwa 400 m unterhalb der Mündung des Künsebecker Bachs ist der Bach zu einem Mühlteich aufgestaut. Unterhalb des Mühlbachs mündet linksseitig der Ellerbrockgraben. Von Kölkebeck aus zunächst in mehr westlichen Richtungen fließend, wendet sich der Bach im weiteren Verlauf mehr südlichen Richtungen zu. Neben mehreren unbenannten Wasserläufen mündet westlich von Harsewinkel die Wippe von links in den Rhedaer Bach. Südwestlich von Harsewinkel mündet der Rhedaer Bach auf 56 m ü. NHN rechtsseitig in die Ems. Bei einem Höhenunterschied von 117 m von der Quelle bis zur Mündung beträgt das mittlere Sohlgefälle 5 ‰.
Der Rhedaer Bach entwässert ein 57,1 km² großes Einzugsgebiet über die Ems zur Nordsee.